# Shadae Lawrence
Shadae Lawrence (ur. 31 grudnia 1995) – jamajska lekkoatletka specjalizująca się w rzucie dyskiem.
Złota medalistka mistrzostw Ameryki Środkowej i Karaibów juniorów (2014). W tym samym roku wystąpiła podczas światowego czempionatu do lat 20 w Eugene, nie odnosząc tam większego sukcesu. Uczestniczka igrzysk olimpijskich w Rio de Janeiro (2016), gdzie w eliminacjach zajęła 22. miejsce i nie awansowała do finału. Podczas igrzysk olimpijskich w Tokio (2021) zajęła 7. miejsce.
Medalistka mistrzostw Jamajki. Zdobywała złoto mistrzostw NCAA.
Rekord życiowy: 67,05 (22 maja 2021, Tucson) – rekord Jamajki.

## Osiągnięcia
| Rok  | Impreza                                           | Miejsce        | Lokata            | Wynik |
| ---- | ------------------------------------------------- | -------------- | ----------------- | ----- |
| 2014 | Mistrzostwa Ameryki Środkowej i Karaibów juniorów | Morelia        | 1. miejsce        | 46,25 |
| 2014 | Mistrzostwa świata juniorów                       | Eugene         | el. – 14. miejsce | 48,44 |
| 2016 | Igrzyska olimpijskie                              | Rio de Janeiro | el. – 22. miejsce | 57,09 |
| 2017 | Mistrzostwa świata                                | Londyn         | el. – 15. miejsce | 59,25 |
| 2019 | Igrzyska panamerykańskie                          | Lima           | 6. miejsce        | 58,99 |
| 2019 | Mistrzostwa świata                                | Doha           | el. – 19. miejsce | 58,51 |
| 2021 | Igrzyska olimpijskie                              | Tokio          | 7. miejsce        | 62,12 |